# أتيمز
أتيمز (بالفارسية: اتیمز) هي مستوطنة تقع في قسم آذري الريفي (مقاطعة إسفراين) في إيران. يقدر عدد سكانها بـ 1,165 نسمة .